# Yankee Hill (Nebraska)
Yankee Hill – jednostka osadnicza w Stanach Zjednoczonych, w stanie Nebraska, w hrabstwie Lancaster.